# Holm (Frise-du-Nord)
Pour les articles homonymes, voir Holm.
Holm est une commune d'Allemagne, située dans le land du Schleswig-Holstein et l'arrondissement de Frise-du-Nord.